# Phyxelida kipia
Phyxelida kipia är en spindelart som beskrevs av Griswold 1990. Phyxelida kipia ingår i släktet Phyxelida och familjen Phyxelididae.
Artens utbredningsområde är Tanzania. Inga underarter finns listade i Catalogue of Life.